# Koryna
Koryna, Korynna – imię żeńskie pochodzenia greckiego, będące zdrobnieniem imienia Kora, wywodzącego się od słowa kóre „dziewczę”. Patronką tego imienia jest św. Koryna z Syrii (II wiek).
W 2019 roku w Polsce Koryna zajmowała 702. miejsce wśród imion żeńskich (132 nadania), w rejestrze PESEL występowała także m.in. w formach Korina (90 nadań), Corina i Corinna (po 26 nadań), Corinne (16 nadań), Corine (3 nadania), Korynna, Korinna i Corin (po 2 nadania).
Koryna imieniny obchodzi: 14 maja.
Znane osoby noszące imię Koryna:
- Korynna z Tangary, poetka grecka (VI wiek p.n.e.)
- Corinne Bailey Rae, brytyjska piosenkarka soul
- Corinne Coman, miss Francji w 2003
- Corinne Imlig (ur. 1979) – szwajcarska narciarka alpejska
- Corina Morariu, tenisistka amerykańska
- Corinne Niogret, francuska biathlonistka, mistrzyni Europy
- Corinne Rey-Bellet, szwajcarska narciarka alpejska
- Corinne Roosevelt Robinson, poetka amerykańska
- Corine Rottschafer, miss world w 1959
- Corinne Suter, szwajcarska narciarka alpejska
- Korynna Korwin-Mikke, córka Janusza Korwin-Mikkego